# Eva Winther
Signe Inger Eva Winther, född Fornander 3 augusti 1921 i Växjö, död 26 maj 2014 i Kungsbacka-Hanhals församling i Hallands län, var en svensk barnsjuksköterska och politiker (folkpartist).
Hon var dotter till kapten Martin Fornander och Gunhild, född Aschan. Hon gifte sig 1946 med civilingenjör Arne Winther.
Eva Winther tog realexamen 1936, sjuksköterskeexamen 1945 och arbetade därefter som barnsjuksköterska i Kiruna. Hon var ledamot i Kiruna stadsfullmäktige/kommunfullmäktige 1967–1976 och i landstingsfullmäktige 1977–1979 samt hade även lokala uppdrag i Fredrika Bremer-förbundet och Rädda barnen.
Hon var riksdagsledamot för Norrbottens läns valkrets 1976–1982. I riksdagen var hon bland annat ordförande i arbetsmarknadsutskottet 1977–1978 och ledamot i samma utskott 1979–1982. I regeringen Ullsten 1978–1979 var hon statsråd i arbetsmarknadsdepartementet med ansvar för invandrarfrågor och jämställdhet.
Efter tiden i riksdagen var hon bland annat ledamot i Hallands läns landsting 1985–1991, varav 1988–1991 som fullmäktiges andre vice ordförande.
Winther avled 2014. Hon är begravd på Skogskyrkogården i Stockholm.